# Pastoraal bezoek van paus Franciscus aan België

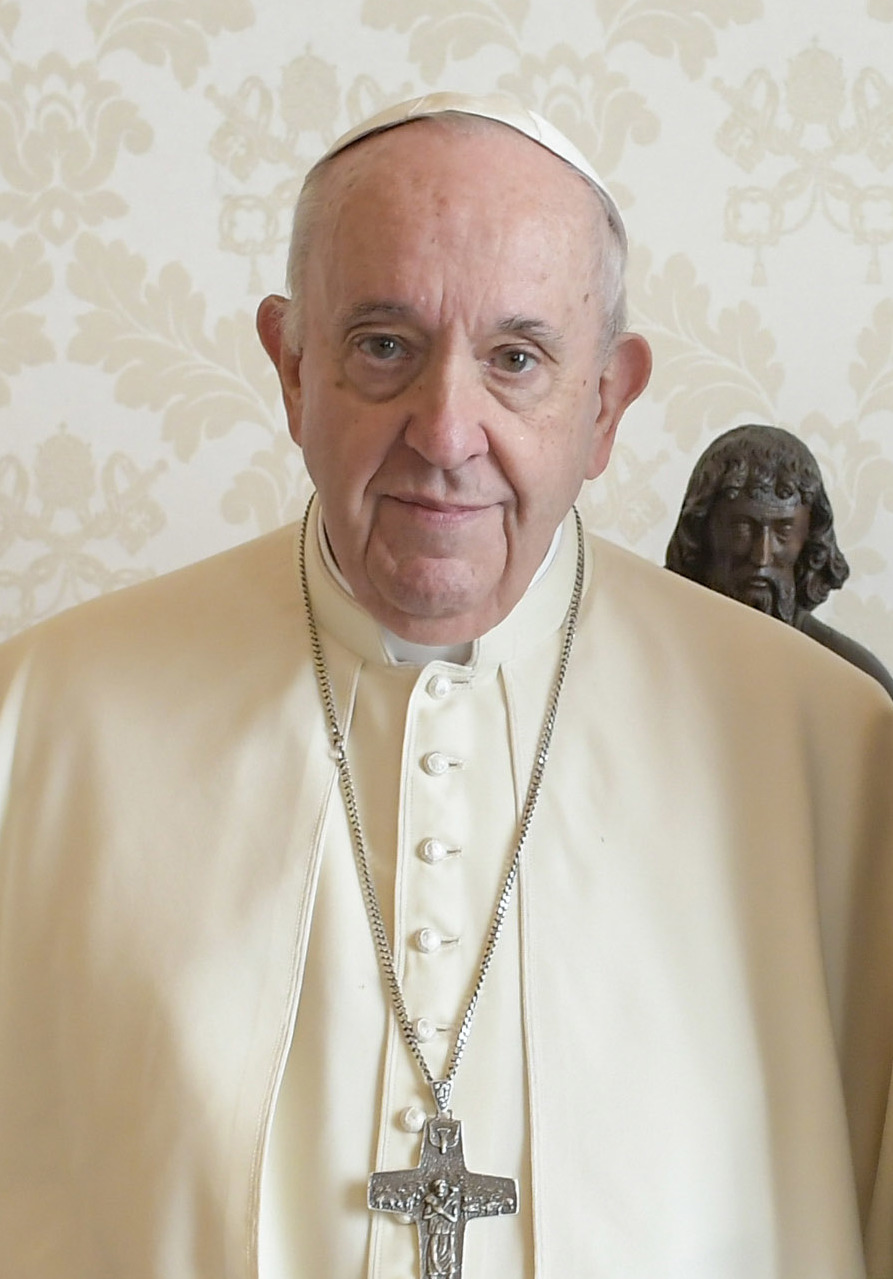
Paus Franciscus

Het pastoraal bezoek van paus Franciscus aan België in 2024 vond plaats van donderdag 26 tot zondag 29 september 2024. Het bezoek kwam tot stand in het kader van de 600e verjaardag van de Universiteit Leuven. Tijdens het bezoek werd Anna van Jezus zalig verklaard.

## 26 september
Paus Franciscus kwam aan in de avond vanuit het Groothertogdom Luxemburg waar hij eerder die dag op bezoek was. Bij zijn aankomst op het militaire vliegveld van Melsbroek werd hij opgewacht door koning en koningin Filip en Mathilde, ontslagnemend premier Alexander De Croo en minister van Buitenlandse Zaken Hadja Lahbib. Na de volkslieden van België en Vaticaanstad vertrok de paus naar het nuntiatuur. Het kinderkoor Chorales Equinox was aanwezig.

## 27 september

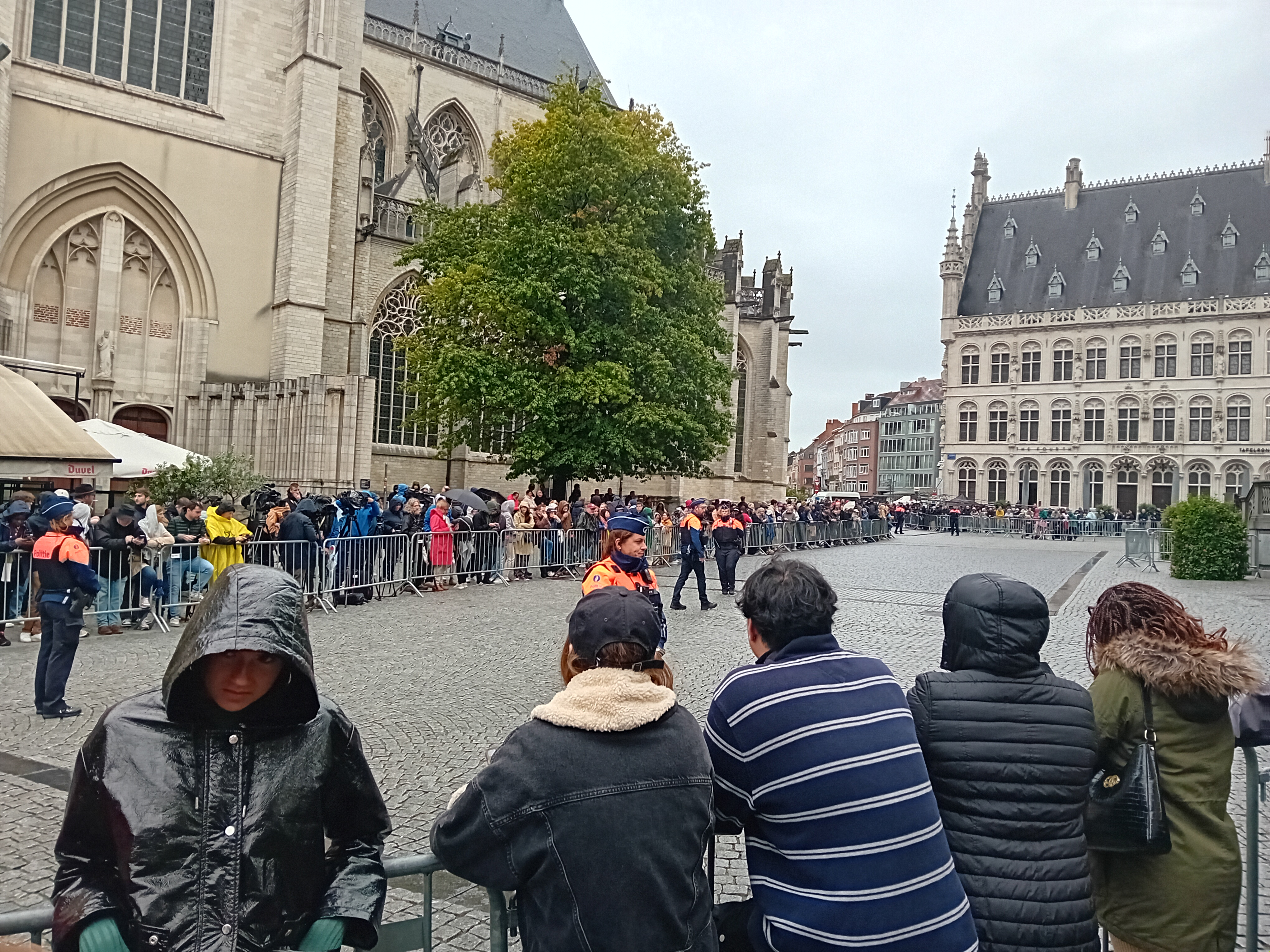
Grote Markt Leuven tijdens bezoek van Paus Franciscus.

De dag begon met een bezoek aan het Kasteel van Laken, waar koning Filip en koningin Mathilde hem ontvingen. Er was een gesprek met ontslagnemend premier Alexander De Croo en er volgde een ontmoeting met de autoriteiten, officiële instanties en maatschappelijk middenveld. De paus gaf in het kasteel een toespraak, waarin opviel dat hij het seksueel misbruik binnen de kerk streng veroordeelde, dat zij het moeten bestrijden en om vergiffenis voor moet vragen. Hij zei ook "bedroefd" te zijn over de misdadige praktijken van de Katholieke Kerk tussen de jaren 50 en 80, toen het ongehuwde, zwangere vrouwen dwong hun pasgeboren kinderen ter adoptie af te staan.
Erna volgde een bezoek aan de Katholieke Universiteit Leuven en rector Luc Sels, Rik Torfs, Jan Jambon, aartsbisschop Luc Terlinden, ministers Lydia Peeters en Annelies Verlinden, Marianne Thyssen, Mohamed Ridouani en Jan Spooren, er was zang van het Leuvens Universitair Koor en Cappella Pratensis. Er was een speciale aandacht tijdens het bezoek voor migratie en vluchtelingen, de positie van de vrouw in de kerk en misbruik in de kerk. 
In de avond heeft er een gesprek tussen de paus en vijftien slachtoffers van misbruik in de Kerk. Hier is kritiek opgekomen omdat diverse slachtoffers er niet bij konden zijn. Vanuit slachtoffers was veel kritiek op het feit dat de keuze van de deelnemers aan het gesprek door de bisschoppen werden gemaakt en niet door de slachtoffers zelf. Er is kritiek gekomen van slachtoffers van gedwongen adopties door nonnen in de moederhuizen maar ook kinderen van priesters dat ze niet zijn uitgenodigd om aan het gesprek met de paus deel te nemen. Zo kwam er ook geen aandacht voor de misbruik zoals de gedwongen sterilisaties in moederhuizen zoals in Tamar tijdens het gesprek.  De vijftien slachtoffers waren grotendeels tevreden over het meer dan 2 uur durende gesprek met de paus omdat ze hun verhaal konden doen. De paus bood meermaals zijn excuses aan voor hun lijden en beloofde een financiële tegemoetkoming.

## 28 september

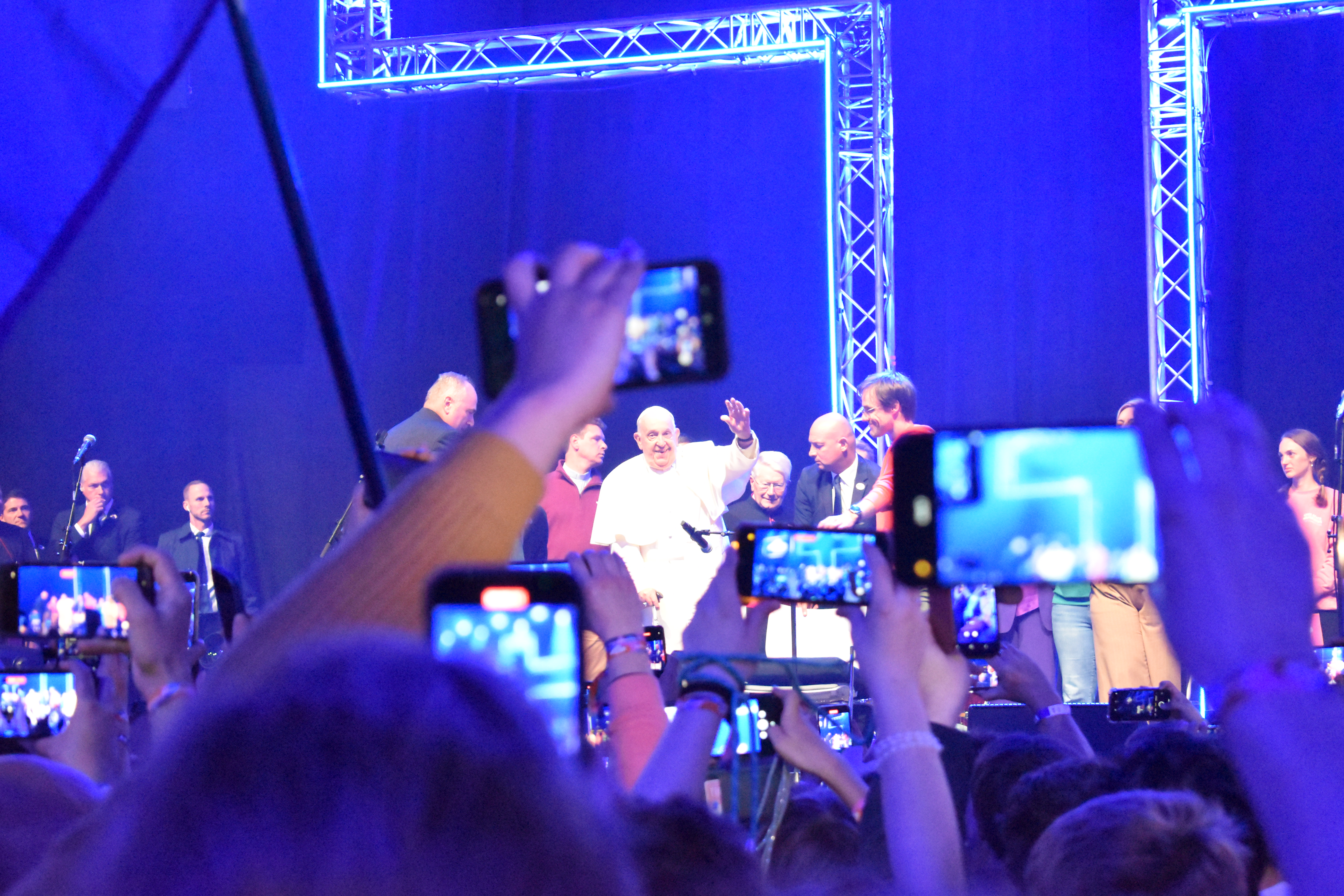
De paus bij het religieuze jongerenfestival Hope Happening in de ING Arena bij Brussels Expo

Paus Franciscus begon de dag met een bezoek aan de Sint-Gilliskerk in Sint-Gillis aan mensen in kansarmoede. Vervolgens was er een dienst in de Basiliek van Koekelberg met onder andere een toespraak van Lode Aerts en een pastoraal werkster, een theoloog, een religieuze, een gevangenisaalmoezenier, en Mia De Schampelaere. Hierna bezocht de paus het graf van koning Boudewijn van België. In de namiddag volgde nog een bezoek aan de Université catholique de Louvain, aanwezig waren ook Geneviève Damas en Françoise Smets. Hierna bezocht de paus de jezuïeten in het College Saint-Michel. In de avond bracht Franciscus een verrassingsbezoek aan de Hope Happening die plaatsvond in Brussel.

## 29 september
Er werd een misviering gehouden in het Koning Boudewijnstadion voor 40.000 gelovigen. De misviering werd ook bijgewoond door verschillende leden van de koninklijke familie. De misviering werd geopend met de zaligverklaring van Ana van Jezus een zuster die in 15e eeuw verschillende kloosters stichtte onder andere in België. Aan het einde van de viering verklaarde de paus dat hij de zalig verklaring van Boudewijn van België in gang zou zetten.
Na de misviering vertrok de paus meteen naar de vlieghaven van Melsbroek waar zowel kerkelijke, militaire als overheidsvertegenwoordigers zoals aartsbisschop Luc Terlinden en ontslagnemend minister Annelies Verlinden aanwezig waren. Christoff en het kinderkoor Scaletta van Scala zongen nog een laatste keer voor de paus.

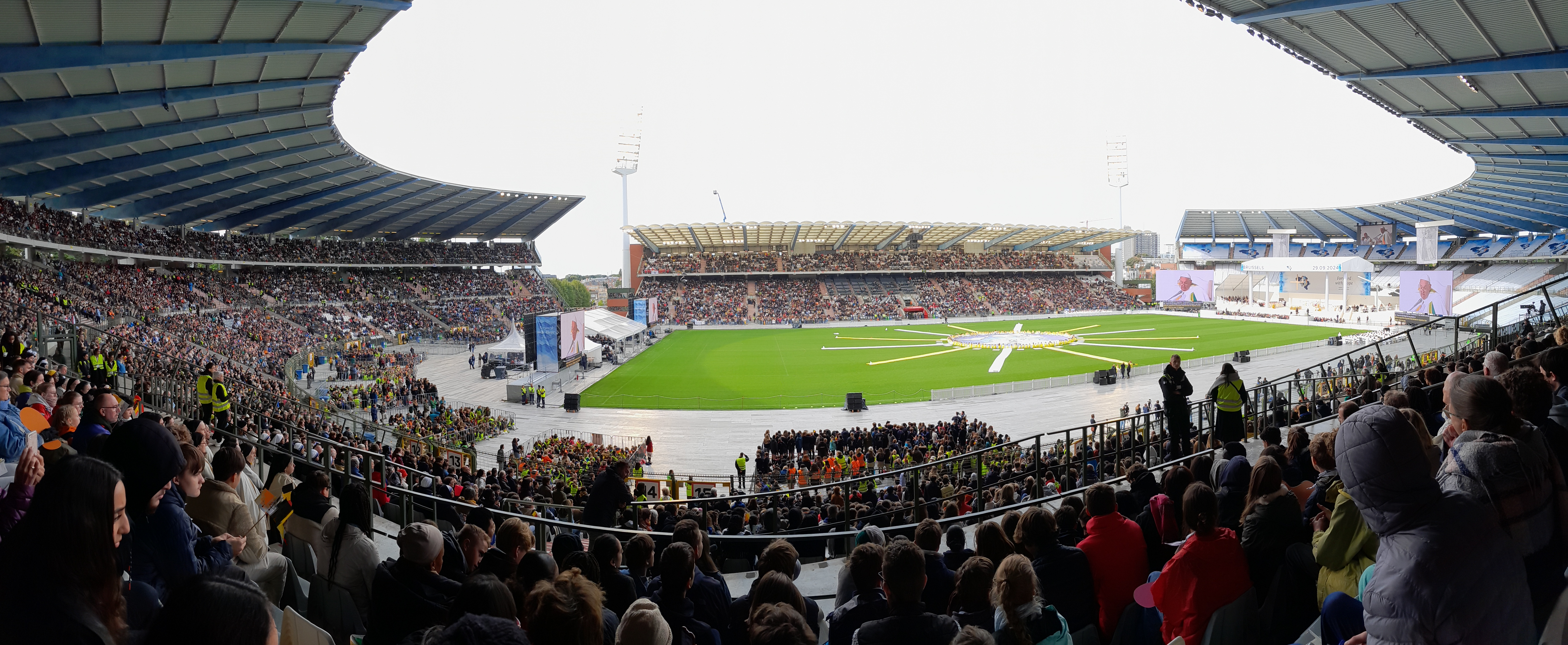
Een panoramische foto van de misviering in het Koning Boudewijnstadion